# Kraćenje podataka
Kraćenje podataka (eng. data truncation) u bazama podataka i računalnim mrežama se pojavljuje kad podatci ili tok podataka (kao što je datoteka) su pohranjeni na mjestu prekratkom da bi primilo cijelu dužinu podatka. Kraćenje se može pojaviti automatski, kad dugi podatkovni niz (eng. string) se upiše u manji međuspremnik ili namjerno, kad se želi samo dio podataka.
Ovisno koja je vrsta provjere valjanosti podataka u programu ili operacijskom sustavu, podatci mogu biti tiho skraćeni, primjerice, ne informirajući korisinka, ili na drugi način, kad sustav korisniku pošalje poruku o pogrešci.